# لويس كونتريرز
لويس كونتريرز (بالإنجليزية: Luis Contreras)‏ هو ممثل أمريكي، ولد في 18 سبتمبر 1950 في مقاطعة كيرن في الولايات المتحدة، وتوفي في 20 يونيو 2004 في بربانك في الولايات المتحدة.

## وصلات خارجية
- لويس كونتريرز على موقع IMDb (الإنجليزية)
- لويس كونتريرز على موقع أول موفي (الإنجليزية)
- لويس كونتريرز على موقع قاعدة بيانات الفيلم (الإنجليزية)